# Jesús, verbo no sustantivo
Jesús, verbo no sustantivo es el nombre del segundo álbum del cantautor guatemalteco Ricardo Arjona. Fue lanzado al mercado en 1988.  
La portada de este disco aparece con tres fotos y títulos distintos. El primero es el de "Jesús, verbo no sustantivo", el segundo solo dice "Verbo no sustantivo" y en la última, "Versiones originales"; sin embargo es la misma grabación. 
El título "Jesús verbo no substantivo" corresponde a la versión de la grabación que apareció en Guatemala con el sello "DIDECA", el segundo título "Verbo no Sustantivo" es el que salió en Argentina, y el tercero "Versiones originales" corresponde a la versión que vio la luz en México; este último no es la edición de EMI Capitol porque "Discos de Centroamérica" —DIDECA— cedió los derechos de autor a Sony music. Posteriormente Sony incluirá en su primer disco que lo lanza a la fama en el ámbito internacional ("Animal nocturno").

## Listado de canciones
Jesús, verbo no sustantivo

Toda la música compuesta por Ricardo Arjona. 
| Edición original |                                                       |          |  |
| N.º              | Título                                                | Duración |  |
| 1.               | «Jesús, verbo no sustantivo»                          | 6:38     |  |
| 2.               | «Hermanos del tiempo»                                 | 3:55     |  |
| 3.               | «Por qué es tan cruel el amor (compuesta para Karen)» | 4:20     |  |
| 4.               | «Uno+Uno=Uno»                                         | 4:10     |  |
| 5.               | «S.O.S. Rescátame»                                    | 4:38     |  |
| 6.               | «Guerrero a su guerra»                                | 3:50     |  |
| 7.               | «Tú mi amor»                                          | 3:29     |  |
| 8.               | «Fuego de juventud»                                   | 3:10     |  |
| 9.               | «Cómo hacer a un lado el pasado»                      | 3:03     |  |
| 10.              | «Creo que se trata de amor»                           | 2:46     |  |

Relanzamiento

| N.º   | Título                           | Escritor(es) | Duración |  |
| 1.    | «Jesús, verbo no sustantivo»     | Arjona       | 6:38     |  |
| 2.    | «Hermanos del tiempo»            | Arjona       | 3:55     |  |
| 3.    | «Por qué es tan cruel el amor»   | Arjona       | 4:20     |  |
| 4.    | «Uno+Uno=Uno»                    | Arjona       | 4:10     |  |
| 5.    | «S.O.S Rescátame»                | Arjona       | 4:38     |  |
| 6.    | «Guerrero a su guerra»           | Arjona       | 3:50     |  |
| 7.    | «Tú mi amor»                     | Arjona       | 3:29     |  |
| 8.    | «Fuego de juventud»              | Arjona       | 3:10     |  |
| 9.    | «Cómo hacer a un lado el pasado» | Arjona       | 3:03     |  |
| 10.   | «Creo que se trata de amor»      | Arjona       | 2:46     |  |
| 35:18 |                                  |              |          |  |